# Marin Marić
Marin Marić (Split, 21 februari 1994) is een Kroatisch basketballer.

## Carrière
Marić kende zijn jeugdopleiding bij KK Split waar hij in 2011 zijn profdebuut maakte. Hij maakte in 2013 de overstap naar het Amerikaanse collegebasketbal waar hij van 2013 tot 2017 speelde voor Northern Illinois Huskies en daarna tot in 2018 voor DePaul Blue Demons. Hij werd niet gekozen in de NBA draft van 2018 en keerde terug naar Europa. In 2018 tekende hij een contract bij het Turkse Üniversitesi Büyükçekmece waar hij nog een deel van het seizoen 2017/18 uitspeelde. Hij tekende voor het seizoen 2018/19 bij BC Oostende in de Belgische competitie maar een blessure aan de elleboog in maart 2019 zorgde voor een vroegtijdig einde van het seizoen. Als vervanger werd de Jamaicaanse speler Shevon Thompson aangetrokken. Hij werd met de club landskampioen van België. Ook het daarop volgende seizoen speelde hij in de Belgische competitie bij reeksgenoot Okapi Aalst.
Marić tekende voor het seizoen 2020/21 bij het Litouwse KK Lietkabelis maar verliet de club en tekende in december bij KK Split waar hij al eerder in 2011/12 speelde. Hij tekende in 2021 bij Ironi Ness Ziona BC uit Israël maar verliet de ploeg al in november. In december tekende hij bij Larisa Basket in de Griekse eerste klasse. Voor het seizoen 2022/23 tekende hij bij MoraBanc Andorra die uitkomt in de Spaanse tweede klasse. Hij speelde ook het seizoen 2023/24 bij Andorra.
In mei 2024 tekende hij een contract bij het Chinese Hunan Yongsheng. In september 2024 tekende hij bij het Chinese Sichuan Blue Whales. In maart 2025 tekende hij in Libanon bij Al Riyadi Club Beirut.

### Nationale ploeg
Sinds 2020 maakt Marić ook deel uit van de nationale ploeg. Eerder was hij ook actief voor de Kroatische jeugdploegen.

## Erelijst
- Belgisch landskampioen: 2019